# Майкл Мелоун
Майкл Мелоун (англ. Michael Malone; нар. 15 вересня 1971) — американський професійний баскетбольний тренер, минулий головний тренер команди НБА «Денвер Наггетс». 

## Життєпис
Майкл Мелоун народився в околиці Асторія нью-йоркського району Квінз, і є сином Брендана Мелоуна, колишнього головного тренера НБА.
У 2019 році був головним тренером команди «Team LeBron» у матчі усіх зірок НБА. У січні 2020 року Мелоун приєднався до тренерського штабу чоловічої збірної Сербії, як консультант на період Олімпійського відбіркового турніру.

## Титули і досягнення
- Чемпіон НБА як головний тренер «Денвер Наггетс»: 2023.